# Salvia booleana
Salvia booleana là một loài thực vật có hoa trong họ Hoa môi. Loài này được B.L.Turner miêu tả khoa học đầu tiên năm 1995 publ. 1996.